# 1097
Cette page concerne l'année 1097  du calendrier julien.
L'année 1097 est une année commune qui commence un jeudi.

## Événements

### Proche-Orient
- 20 janvier : Godefroy de Bouillon, duc de Basse-Lotharingie, son frère Baudouin de Boulogne et leurs principaux vassaux acceptent, après de longues hésitations, de prêter le serment d'allégeance à l'empereur byzantin Alexis Ier Comnène, promettant solennellement de restituer à l'empire les terres récemment perdues et de reconnaître le basileus comme suzerain pour leurs conquêtes futures[1].
- 5 avril, Pâques : le comte Étienne II de Blois et Robert Courteheuse, duc de Normandie, s'embarquent à Brindisi pour Durazzo[2].
- 9 avril : le chef normand Bohémond de Tarente arrive à Constantinople et accepte sans difficulté de prêter le serment d'allégeance à son ancien ennemi, l'empereur byzantin Alexis Ier Comnène dès le lendemain[3].
- 21 avril : le comte de Toulouse Raymond de Saint-Gilles arrive à Constantinople. Il rencontre peut-être Alexis Comnène dès le lendemain de son arrivée[3].
- 26 avril : Raymond de Saint-Gilles refuse de prêter le serment d'allégeance que l'empereur byzantin Alexis Ier Comnène réclame des croisés[1].
- Avril : le vizir du Caire Al-Afdal Shâhânshâh (« le Meilleur ») reçoit les envoyés d’Alexis Ier Comnène qui lui annoncent l’arrivée des chevaliers francs à Constantinople et leur offensive en Asie Mineure. Il transmet à l’empereur ses vœux de succès. Il le félicite après la chute de Nicée (16 mai) et envoie aux Francs une délégation pour leur proposer une alliance contre les Saljûqides lors du siège d’Antioche (octobre). Il leur propose le partage de la Syrie. Les Francs restent évasifs[4].
- 4 mai : Godefroy de Bouillon, Tancrède de Hauteville, Robert de Flandre et Hugues de Vermandois quittent Nicomédie et se dirigent sur Nicée (actuelle İznik), capitale du sultanat seldjoukide de Roum, premier objectif militaire des croisés[5].

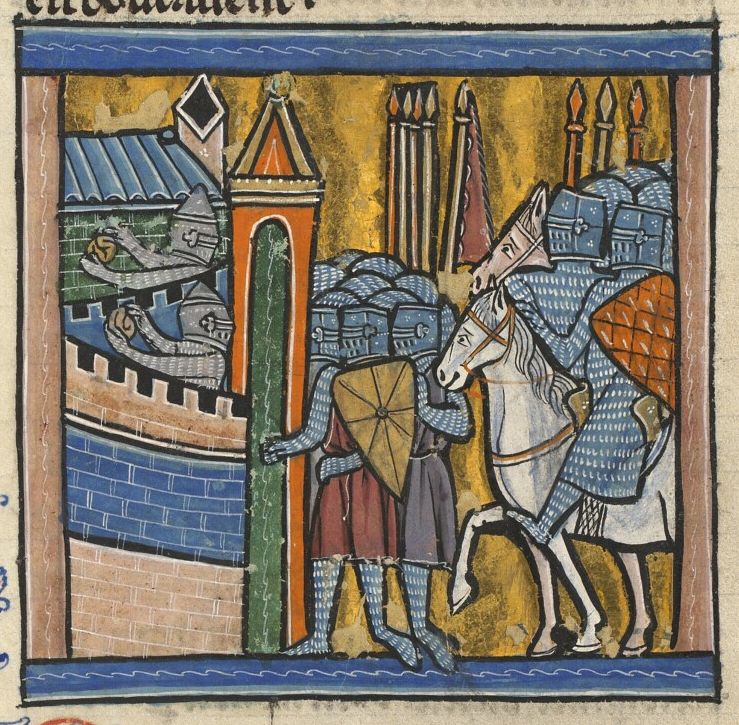
14 mai-19 juin : Siège de Nicée

- 14 mai : début du siège de Nicée par les croisés[2].
- 14 - 28 mai : Étienne II de Blois et Robert Courteheuse arrivent à Constantinople avec les derniers contingents de la croisade des seigneurs et prêtent serment à Alexis[3].
- 21 mai : l’armée de secours conduite par Kılıç Arslan est vaincue devant Nicée[6].
- 19 juin : prise de Nicée par les croisés. La garnison turque rend la ville aux Byzantins, privant les croisés de l’exploitation de la victoire[1].
- 26 juin : l'avant-garde de l'armée des croisés quitte Nicée[2].

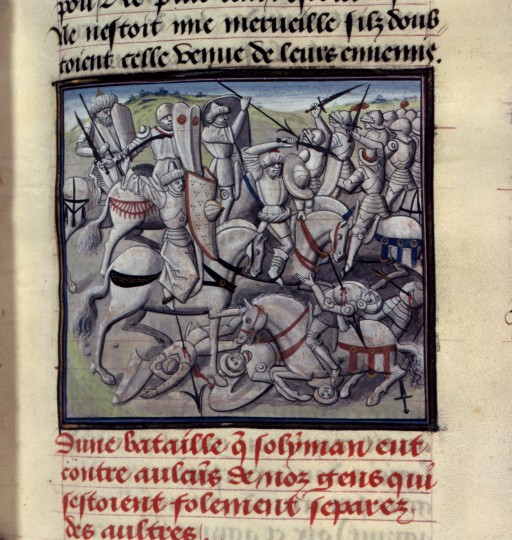
: bataille de Dorylée

- 1er juillet : victoire des croisés sur les Seldjoukides de Kılıç Arslan à la bataille de Dorylée[1]. Après Dorylée, la flotte byzantine conduite par Jean Doukas reprend le contrôle de la côte égéenne et de l'émirat de Smyrne dont le dirigeant, le beau-frère de Kılıç Arslan, s'est enfui[1].
- 31 juillet : l'armée des croisés atteint Antioche de Pisidie (Yalvach)[7].
- 15 août : les croisés arrivent à Iconium (Konya), où ils vont rester une semaine pour reprendre leurs forces[2].
- 18 août : Ridwan d'Alep reconnait le calife fatimide Al-Musta'li[8].
- 14 septembre : Tancrède de Hauteville, mécontent du plan adopté pour se rendre à Antioche, quitte Héraclée, accompagné de cent chevaliers et deux cents fantassins, et traverse les Portes ciliciennes, se séparant de l'armée principale pour mener sa propre expédition en Cilicie[2].
- 21 septembre : Tancrède de Hauteville atteint Tarse (Tarsus), la principale ville sur la plaine côtière cilicienne ; il est rejoint par Baudouin de Boulogne[2].
- 5 octobre : l'armée principale des croisés arrive à Coxon (Göksun), où les habitants arméniens se montrent aussi amicaux que ceux de Comana. Les croisés y restent trois jours[2].
- 13 octobre : les croisés atteignent Marash et s'y arrêtent pendant trois jours. Durant ce bref séjour, Bohémond de Tarente rejoint l'armée principale[2].

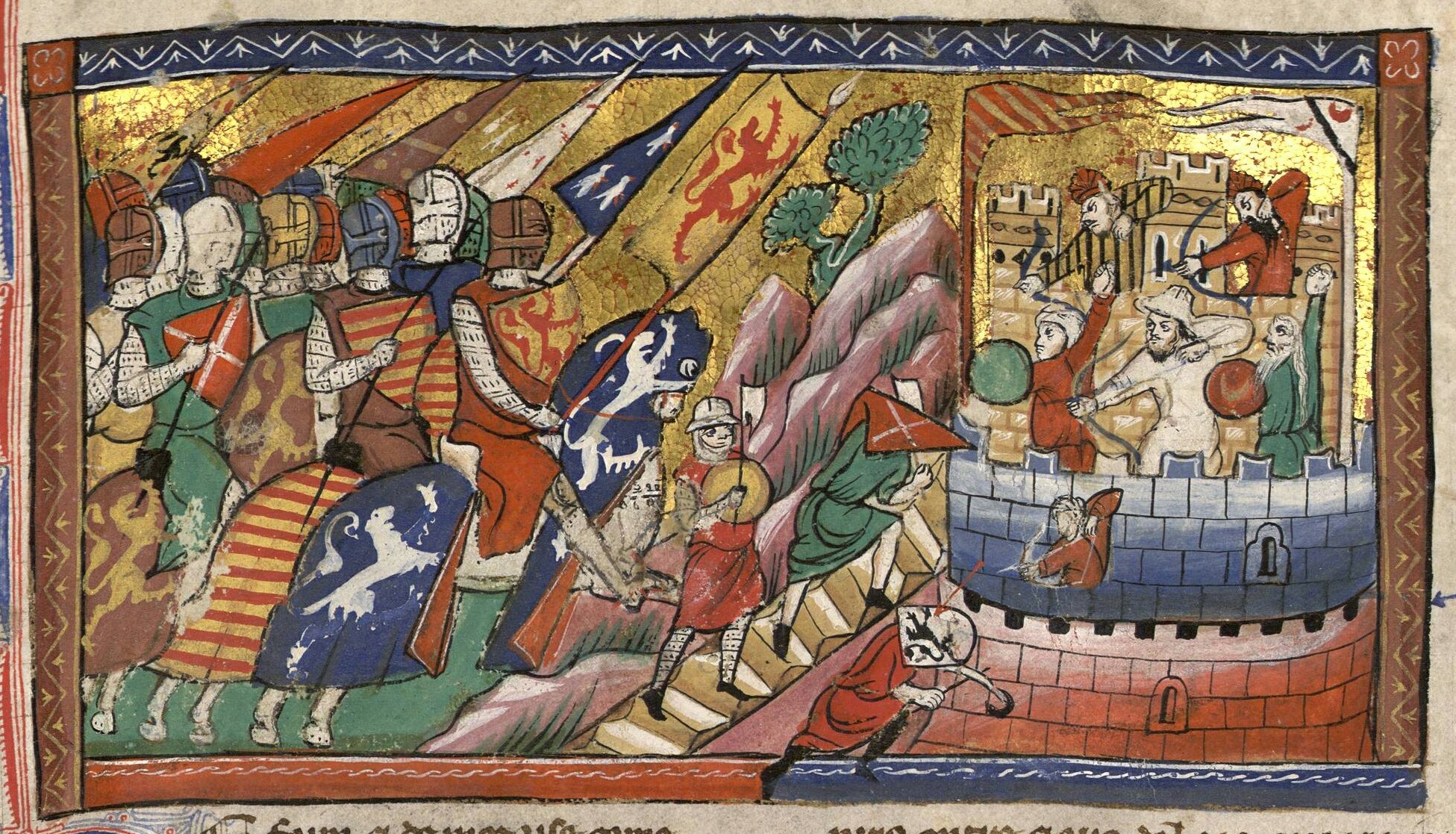
21 octobre : début du siège d'Antioche

- 21 octobre : début du premier siège d'Antioche[1]. La ville est ceinte d’une muraille de douze kilomètres, avec quatre cent cinquante tours et une citadelle qui surplombe la ville de quatre cents mètres. Jadis métropole romaine de deux cent mille habitants, la ville n’en compte plus que quarante mille en 1097. Plusieurs quartiers, autrefois peuplés, ont été convertis en champs et en vergers[4].
- 28 décembre : Bohémond de Tarente et Robert de Flandre quittent Antioche pour un raid de pillage qui doit assurer le ravitaillement des assiégeants[9].
- 29 décembre : la garnison musulmane d'Antioche, menée par Yâghî Siyân, tente d'attaquer le camp des croisés. Une aurore boréale et un tremblement de terre sèment la panique parmi les Francs[10]. Raymond de Saint-Gilles traverse l'Oronte pour les repousser, mais perd 50 cavaliers et 30 fantassins sur le pont et doit reculer[9].
- 30 - 31 décembre : les croisés de Bohémond de Tarente et Robert de Flandre sont surpris dans la nuit par l'armée de Duqâq de Damas, venue au secours d'Antioche, à Al-Bara. Robert lance une attaque frontale tandis que Bohémond garde ses forces en réserve et parvient à parer aux tentatives d'encerclement de Duqâq ; les deux princes percent finalement les lignes musulmanes, dispersant de nombreux hommes, puis se retirent sur Antioche, abandonnant leur infanterie et leur butin à la merci du reste des troupes de Duqâq, qui rentre lui-même à Damas[9].

### Europe
- 9 janvier : le pape Urbain II étend l’exemption dont bénéficie Cluny à tous les monastères sur lesquels l’abbé de Cluny exerce une juridiction directe[11]. L’ordre peut échapper à la mainmise des évêques et des seigneurs laïcs, aider au relèvement du clergé en propageant la réforme pontificale.
- Février : victoire du Cid sur les Almoravides à la bataille de Bairén, près de Gandia, en Espagne. Ibn Tachfin réagit et traverse une quatrième fois le détroit de Gibraltar au milieu de l'année[12].

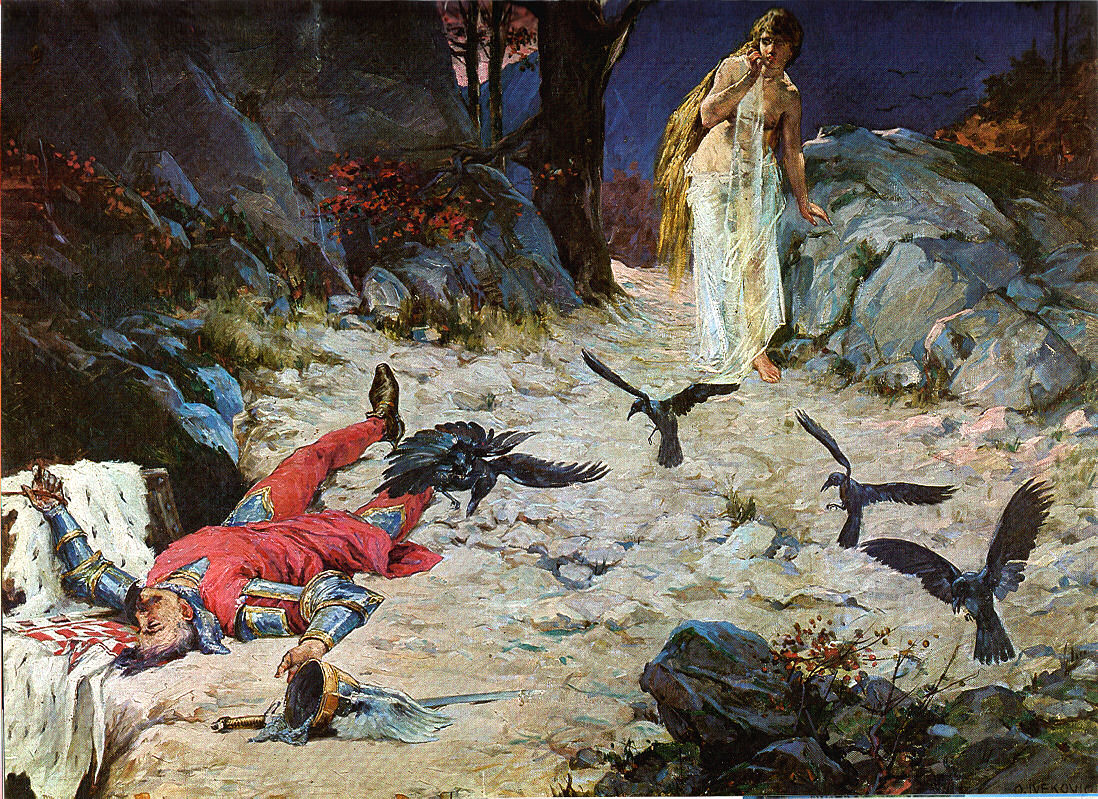
Printemps : Mort du dernier roi croate de la dynastie des Trpimirović à la bataille de Gvozd

- Printemps : Coloman de Hongrie bat et tue le dernier roi de Croatie Petar Svačić à la bataille de Gvozd[13].
- Juin : Alphonse VI de Castille, apprenant l'arrivée d'Ibn Tachfin, met Tolède en défense et attend le renfort des troupes du Cid de Valence et du roi d'Aragon[14].
- 15 août : Alphonse VI de Castille est battu à la bataille de Consuegra contre les Almoravides[14]. Le fils du Cid, Diègo est tué pendant la bataille. Ibn Tachfin assiège Consuegra pendant huit jours puis se retire. Il envoie son fils Muhammad ibn 'A'isa, gouverneur de Murcie, combattre Álvar Fáñez (es), cousin du Cid, qui est vaincu près de Cuenca pendant l'été. Muhammad marche alors sur Alcira où il met en pièce un contingent de l'armée du Cid, puis retourne à Murcie à la fin de l'année[12].
- Octobre : Edgar, fils de Malcolm III détrône Donald III d'Écosse et l’emprisonne. Début du règne d'Edgar, roi d'Écosse (fin en 1107).
- Novembre : congrès des princes russes réunit à Lioubetch, sur le Dniepr[15].

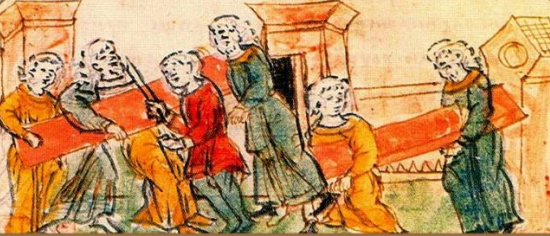
6 novembre : Vasilko Rostislavich est aveuglé

- 6 novembre : la guerre civile reprend entre les princes en Russie (fin en 1098). Vasilko Rostislavich, prince de Terebovlia (principauté de Galitch) est aveuglé sur ordre de David Igorovitch[16].
- 27 décembre : le roi d'Angleterre Guillaume le Roux est à Conches avec l'intention de réunir une armée pour attaquer le Vexin[17] (fin en 1098). Il réclame au roi des Francs Philippe Chaumont, Pontoise et Mantes et reçoit le soutien du comte de Mantes et du seigneur de La Roche-Guyon [18]. Guillaume s'empare de Gisors et de Neaufles. Il charge son feudataire Robert II de Bellême, vicomte d’Exmes, comte de Ponthieu et de Shrewsbury, de lancer la construction du château de Gisors[19].
- Roumanie. Premier documentaire sur la ville d'Alba Iulia. (Elle continue ancienne Apulum)

## Décès en 1097
- Janvier ou février : Odon de Conteville, demi-frère de Guillaume le Conquérant[20].
- 1er juillet : Guillaume de Hauteville, chevalier normand, et Geoffroy de Monte-Scabioso, chevalier français, à la Bataille de Dorylée, lors de la Première croisade[21].
- novembre : Jehan de Vidieu, chevalier bas-lotharingien.